# The War on Normal People
The War on Normal People: The Truth About America's Disappearing Jobs and Why Universal Basic Income Is Our Future är en samhällspolitisk bok skriven av Andrew Yang, en amerikansk entreprenör, grundare av Venture for America och demokratisk presidentkandidat 2020. Den publicerades av Hachette Books i USA den 3 april 2018. En pocketbok-utgåva släpptes den 2 april 2019. 
I boken diskuterar Andrew Yang samhällets pågående omvälvning genom teknik, automatisering och robotar med mera, samt arbetsmarknadens förändring i och med detta. Yang hävdar i boken att "när tekniken fortsätter att göra många jobb föråldrade måste regeringen vidta konkreta reformer för att säkerställa ekonomisk stabilitet för USA:s invånare", i synnerhet införandet av basinkomst som också är huvudreformen i Yangs presidentvalskampanj.

## Mottagande
Andrew Yang har diskuterat boken i ett flertal intervjuer med olika medier, däribland Merion West, Recode Decode with Kara Swisher och The Ben Shapiro Show.